# Štachlovice
Štachlovice, auch Stachlovice (deutsch Stachlowitz) ist eine Grundsiedlungseinheit der Stadt Vidnava in Tschechien. Sie liegt zwei Kilometer südlich von Vidnava und gehört zum Okres Jeseník.

## Geographie
Štachlovice befindet sich nahe der polnischen Grenze in der Vidnavská nížina (Weidenauer Senke). Südöstlich erhebt sich der Ovčí vrch (Schafberg, 323 m n.m.), im Süden die Stromovka (319 m n.m.). Im Ort liegt der Steinbruchsee Lom Štachlovice.
Nachbarorte sind Fojtova Kraš, Vidnava und Vidnavské Fojtství im Norden, Nadziejów (Naasdorf) und Kamienna Góra (Steinberg) im Nordosten, die Wüstung Johanka und Jarnołtów (Dürr Arnsdorf) im Osten, Sławniowice und Dolní Červená Voda im Südosten, Stará Červená Voda, Nová Červená Voda und Rokliny im Süden, Dolni Dvůr (Niederhof), Žlíbek (Schlippengrund) und Tomíkovice im Südwesten, Habina (Habichtbaude) im Westen sowie Malá Kraš und Nová Malá Kraš im Nordwesten.

## Geschichte
In den 1760er Jahren ließ der Besitzer des Gutes Nieder Rothwasser, Franz Urban von Mückusch und Buchberg, einen Teil der Gutsfluren parzellieren und zwischen Nieder Rothwasser und dem Hof Sorgau die Kolonie Stachelwitz anlegen. Erstmals erwähnt wurde die Siedlung im Jahre 1770. Um 1800 standen in Stachelwitz 14 Häuser mit 83 deutschsprachigen Einwohnern. Auf den Feldern gedieh nur Roggen und Hafer. Östlich der Kolonie begann im 19. Jahrhundert der Abbau von Kaolin; im Steinbruch am Ortsrand wurde Granit und Granodiorit abgebaut.
Im Jahre 1836 bestand die Kolonie Stachlowitz aus 15 eng zusammenstehenden Häusern, in denen 82 Personen lebten. Haupterwerbsquellen waren der Feldbau und der Tagelohn. Pfarr- und Schulort war Weidenau. Bis zur Mitte des 19. Jahrhunderts blieb Stachlowitz dem Gut Nieder Rothwasser untertänig.
Nach der Aufhebung der Patrimonialherrschaften bildete Stachlowitz ab 1849 einen Ortsteil der Gemeinde Rothwasser / Červená Voda im Gerichtsbezirk Weidenau. 1851 erwarb die jüdische Gemeinde Weidenau eine kleine Parzelle neben der Lehmgrube nordwestlich von Stachlowitz für einen Friedhof. Ab 1869 gehörte die Kolonie zum Bezirk Freiwaldau. Zum Ende des 19. Jahrhunderts wurde der tschechische Name Stachlovice eingeführt. Beim Zensus von 1921 lebten in den 17 Häusern von Stachlowitz 74 Deutsche. Im selben Jahre nahm die Feldbahn von den Kaolin- und Lehmgruben zur Weidenauer Chamotte-Waaren-Fabrik in Voigtskrosse den Betrieb auf. Im Jahre 1924 wurde Stachlowitz von Alt Rothwasser nach Weidenau umgemeindet. 1930 hatte Stachlowitz 78 Einwohner und bestand aus 16 Häusern. Nach dem Münchner Abkommen wurde die Kolonie 1938 dem Deutschen Reich zugesprochen und gehörte bis 1945 zum Landkreis Freiwaldau. In dieser Zeit wurde der nördlich von Stachlowitz gelegene jüdische Friedhof Weidenau zerstört. Nach dem Ende des Zweiten Weltkrieges kam Stachlovice zur Tschechoslowakei zurück; die meisten der deutschsprachigen Bewohner wurden 1945/46 vertrieben. Die Kaolinbahn wurde 1955 stillgelegt. 1976 verlor Stachlovice den Status eines Ortsteils von Vidnava. Seit dem Ende des 20. Jahrhunderts wird der Ort als Štachlovice bezeichnet. Beim Zensus von 2001 lebten in den 12 Häusern von Štachlovice 30 Personen.

## Ortsgliederung
Die Grundsiedlungseinheit Štachlovice ist Teil des Katastralbezirks Vidnava.

## Sehenswürdigkeiten
- Ehemaliger Steinbruch Štachlovice; der dem Friedeberger Granitmassiv zuzuordnende Bruch ist durch außergewöhnlich große Molybdänitkristalle und -aggregate vor allem als mineralogische Fundstätte bekannt.[5] Der abgesoffene Steinbruch hat eine Wassertiefe von bis zu 22 m und dient heute als Bade- und Angelgewässer.[6]
- Ehemaliger jüdischer Friedhof Vidnava, die ummauerte Parzelle von 20 × 23 m Seitenlänge befand sich 200 m nordnordwestlich von Štachlovice. An der östlichen Mauer stand eine einfache Totenhalle. Das erste Begräbnis erfolgte 1854. Zuletzt bestand der Friedhof aus ca. 50 Grabsteinen. 1940 wurde der Friedhof in einer nächtlichen Aktion durch deutsche Soldaten aus Neisse dem Erdboden gleichgemacht.[7] Bei der Zerstörung wurden die Trümmer wahrscheinlich in das 30 m nördlich gelegene Wäldchen gekippt.[8] Die Friedhofsparzelle ist heute Teil des Feldes.
- Tunnel der ehemaligen schmalspurigen Kaolinbahn zur Weidenauer Chamotte-Waaren-Fabrik, errichtet 1921, Technisches Denkmal[9]
- Kapelle Mariä Schmerzen (Latzel-Kapelle), östlich von Štachlovice
- Ehemalige Kaolingruben mit Badeteich Kaolínka, östlich von Štachlovice